# Lasse Kjus
Lasse Kjus (født 14. januar 1971 i Siggerud) er en norsk tidligere alpinskiløber, der i 1990'erne og 2000'erne vandt hele 16 OL- og VM-medaljer samt den samlede World Cup to gange. Blandt de 16 medaljer var de fire af guld, én i OL- og tre i VM-sammenhæng.

## Karriere
Lasse Kjus fik sit gennembrud som junior ved VM i 1990, hvor han vandt medaljer i alle fem konkurrencer.

### OL-deltagelser
Kjus var udtaget til vinter-OL 1992 i Albertville i storslalom, men han stillede ikke op. Derfor blev hans første egentlige OL-deltagelse i Lillehammer to år senere, hvor han fik sekundære placeringer i de fleste discipliner, men i kombinationskonkurrencen vandt han styrtløbsdelen, og derpå var det en forms sag for ham at sikre sig guldet. Skønt han blot blev syvendebedst i slalom, sejrede han med over et sekunds forspring til landsmanden Kjetil André Aamodt, der igen var 0,19 sekund hurtigere end Harald Christian Strand Nilsen, og konkurrencen blev dermed en fuldendt norsk triumf.
Ved vinter-OL 1998 i Nagano blev Kjus blandt de ti bedste i alle de konkurrencer, han stillede op i. Han blev nummer ni i super-G og nummer otte i storslalom, mens han sikrede sig sølv i styrtløb efter franskmanden Jean-Luc Crétier, mens østrigeren Hans Trinkl blev nummer tre. Endelig sikrede han sig også sølvmedaljen i den kombinerede konkurrence, hvor han blev nummer to i både styrtløb og slalom, men østrigeren Mario Reiter var samlet 0,39 sekund bedre og fik guld, mens hans landsmand Christian Mayer vandt bronze. Slalom-delen blev afholdt samme dag, som selve styrtløbskonkurrencen, der var blevet udsat på grund af dårligt vejr, og derfor sikrede Kjus sig to olympiske medaljer samme dag, hvilket han var den første alpine skiløber, der havde gjort.
Vinter-OL 2002 i Salt Lake City gav også Lasse Kjus fine resultater. Her vandt han sølv i styrtløbet med 0,22 sekunder op til vinderen Fritz Strobl fra Østrig, hvis landsmand Stephan Eberharter var blot 0,06 sekund efter Kjus på tredjepladsen. Efter en femteplads i den kombinerede konkurrence vandt han derpå bronze i storslalom, hvor han var tredjebedst efter første gennemløb, en placering han holdt i det samlede resultat. Her vandt Eberharter guld, mens amerikaneren Bode Miller vandt sølv.
Kjus var sidste gang med til OL i 2006 i Torino, hvor han fik fik placeringer som nummer 14, 14 og 18 i de tre discipliner, han gennemførte.

### VM-resultater
Kjus opnåede sit første store resultat som senior, da han vandt guld i kombineret konkurrence ved VM 1993 i Morioka. Ved VM 1996 i Sierra Nevada vandt han sølv i samme disciplin, mens han ved VM i Sestriere 1997 vandt sølv i både styrtløb, super-G og storslalom. VM 1999 i Vail blev hans bedste, hvor han vandt guld i super-G og storslalom samt sølv i styrtløb, slalom og den kombinerede konkurrence. Han vandt sin sidste VM-medalje i 2003 i St. Moritz, hvor han fik sølv i den kombinerede konkurrence. Dermed vandt han i alt tre guld- og otte sølvmedaljer ved VM i sin karriere.

### World Cup
Lasse Kjus vandt i alt 18 løb i World Cup'en og kom blandt de tre bedste 60 gange i sin karriere. Dette gav ham to samlede World Cup-sejre, henholdsvis i 1996 og 1999. Han vandt dertil fire disciplin-sejre: tre i den kombinerede konkurrence i henholdsvis 1994, 1999 og 2001, samt styrtløb i 1999.

### Øvrig karriere
Sammen med sin gode ven og konkurrent, Kjetil-André Aamodt, indstillede han karrieren efter OL 2006. Han stillede dog op – mest for sjov – til de norske mesterskaber i 2008, hvor han vandt sølv i styrtløbet.

## Efter skikarrieren
Han fik succes som forretningsmand efter skikarrieren, hvor han etablerede firmaet Kjus, der fremstiller sportsudstyr. Han solgte firmaet til schweiziske LK International i 2012, hvor det er fortsat under samme navn.
Sammen med Aamodt har Kjus deltaget i flere norske underholdningsprogrammer under titler som "Hvem kan slå Aamodt og Kjus" og "Aamodt og Kjus på utebane".
Lasse Kjus har flycertifikat til små fly, og han styrtede i 2009 ned i sit eget fly i Jotunheimen, men kom ikke alvorligt til skade.